# Jonc de Jacquin
Juncus jacquinii
Espèce
Le Jonc de Jacquin (Juncus jacquinii) est une espèce de plantes vivaces de la famille des Joncacées.